# ریچارد سی تولمان
 ریچارد سی تولمان (انگلیسی: Richard C. Tolman؛ زاده ۴ مارس ۱۸۸۱ درگذشته ۵ سپتامبر ۱۹۴۸) یک دانشمند اهل ایالات متحده آمریکا بود.
وی فیزیک‌دانی بود که در سال ۱۹۳۱ به شکل ویژه به طرح ایده‌های چرخه‌ای روی آورد. تولمن با استفاده از مدل بسته فریدمن و بدون ثابت کیهان‌شناختی انفجار بزرگی را تصویر کرد که در پی انقباض بزرگ و به دلیل انرژی‌های بزرگ ناشی از رُمبش ایجاد می‌شدند؛ بنابراین طرح ماده و انرژی عالم بازیابی می‌شوند و انفجار بزرگ بعدی با انقباض بزرگ دیگری پایان می‌یابد. این همان الگویی‌است که بارها و بارها تا ابدیت تکرار می‌شود؛ در نتیجه، زمان فاقد هرگونه آغاز یا پایان واقعی خواهد بود. بر این اساس دیگر لازم نیست به دنبال آن باشیم که هر چیزی چگونه به‌وجود آمده است.